# Гейл (кратер)
Гейл е кратер на Марс, близо до северозападната част на четириъгълника „Aeolis“ 5° ю. ш. 137° и. д. / 5.4° ю. ш. 137.8° и. д.. Той е 154 km в диаметър и се предполага че е на около 3,5-3,8 милиарда години.
„Aeolis Mons“ е планина в центъра на кратера „Гейл“ и се издига на височина 5,5 km. „Aeolis Palus“ е равнина между северната стена на кратера Гейл и северното подножие на „Aeolis Mons“. Това е мястото на кацане на марсохода Кюриозити.